# ガーディアン賞
ガーディアン賞（Guardian Award）は、イギリス又は英語圏の著者によりイギリスで公表された優れた児童文学作品に与えられていた賞である。
1967年から毎年賞が与えられ、2016年を持って終了。

## 受賞作品・著者リスト
- 2016 en:Alex Wheatle, Crongton Knights
- 2015 デイヴィッド・アーモンド, en:A Song for Ella Grey
- 2014 en:Piers Torday, The Dark Wild
- 2013 レベッカ・ステッド（Rebecca Stead）, Liar & Spy（『ウソつきとスパイ』）
- 2012 en:Frank Cottrell Boyce, The Unforgotten Coat
- 2011 Andy Mulligan, en:Return to Ribblestrop
- 2010 ミシェル・ペイヴァー(Michelle Paver), Ghost Hunter（『決戦のとき』）
- 2009 en:Mal Peet, Exposure
- 2008 パトリック・ネス(en:Patrick Ness), en:The Knife of Never Letting Go （『心のナイフ』）
- 2007 en:Jenny Valentine, en:Finding Violet Park （『ヴァイオレットがぼくに残してくれたもの』）
- 2006 フィリップ・リーヴ(Philip Reeve), en:A Darkling Plain（『廃墟都市の復活』）
- 2005 Kate Thompson, en:The New Policeman （『時間のない国で』）
- 2004 en:Meg Rosoff, en:How I Live Now （『わたしは生きていける』）
- 2003 マーク・ハッドン(Mark Haddon), en:The Curious Incident of the Dog in the Night-time（『夜中に犬に起こった奇妙な事件』）
- 2002 ソーニャ・ハートネット, Thursday's Child（『木曜日に生まれた子ども』）
- 2001 ケビン・クロスリー＝ホランド(Kevin Crossley-Holland), en:The Seeing Stone （『ふたりのアーサー１ 予言の石』『少年騎士アーサーの物語１ 予言の石』）
- 2000 ジャクリーン・ウィルソン(Jacqueline Wilson), en:The Illustrated Mum（『タトゥーママ』）
- 1999 スーザン・プライス(Susan Price), en:The Sterkarm Handshake（『500年のトンネル』）
- 1998 en:Henrietta Branford, en:Fire, Bed and Bone
- 1997 メルヴィン・バージェス(Melvin Burgess), Junk（『ダンデライオン』）
- 1996
  - フィリップ・プルマン(Philip Pullman), Northern Lights (The Golden Compass)（『黄金の羅針盤』）
  - en:Alison Prince, The Sherwood Hero
- 1995 en:Lesley Howarth, MapHead
- 1994 en:Sylvia Waugh, The Mennyms（『ブロックルハースト・グローブの謎の屋敷 メニム一家の物語１』）
- 1993 ウィリアム・メイン(en:William Mayne), Low Tide（『低い潮』）
- 1992
  - en:Rachel Anderson, Paper Faces
  - en:Hilary McKay, The Exiles （『夏休みは大さわぎ　わんぱく四人姉妹物語１』）
- 1991 ロバート・ウェストール(Robert Westall), The Kingdom by the Sea （『海辺の王国』）
- 1990 アン・ファイン(Anne Fine), en:Goggle-Eyes（『ぎょろ目のジェラルド』）
- 1989 ジェラルディン・マコックラン(Geraldine McCaughrean), en:A Pack of Lies（『不思議を売る男』）
- 1988 Ruth Thomas, The Runaways
- 1987 ジェイムズ・オールドリッジ(James Aldridge), The True Story of Spit MacPhee
- 1986 en:Ann Pilling, Henry's Leg
- 1985 テッド・ヒューズ(Ted Hughes), What is the Truth
- 1984 ディック・キング＝スミス(Dick King-Smith), en:The Sheep-Pig（『子ブタシープピッグ』）
- 1983 アニター・デサイ, The Village by the Sea （『ぼくの村が消える！』）
- 1982 ミシェル・マゴリアン(Michelle Magorian), en:Goodnight Mr Tom（『おやすみなさいトムさん』）
- 1981 Peter Carter, The Sentinels （『反どれい船』）
- 1980 en:Ann Schlee, The Vandal
- 1979 Andrew Davies, Conrad's War
- 1978 ダイアナ・ウィン・ジョーンズ(Diana Wynne Jones), Charmed Life （『魔女集会通り２６番地』『魔女と暮らせば』）
- 1977 ピーター・ディキンスン(Peter Dickinson), The Blue Hawk（『青い鷹』）
- 1976 en:Nina Bawden, The Peppermint Pig （『ペパーミント・ピッグのジョニー』）
- 1975 en:Winifred Cawley, Gran at Coalgate
- 1974 en:Barbara Willard, The Iron Lily
- 1973 リチャード・アダムス(Richard Adams), en:Watership Down（「ウォーターシップ・ダウンのうさぎたち」）
- 1972 en:Gillian Avery, A Likely Lad （『がんばれウィリー』）
- 1971 ジョン・クリストファー(John Christopher), The Guardians
- 1970 K.M.ペイトン(K. M. Peyton), en:Flambards（『愛の旅立ち』）
- 1969 ジョーン・エイケン(Joan Aiken), en:The Whispering Mountain（『ささやき山の秘密』）
- 1968 アラン・ガーナー(Alan Garner), en:The Owl Service（『ふくろう模様の皿』）
- 1967 レオン・ガーフィールド(Leon Garfield), Devil-in-the-Fog（『霧の中の悪魔』）